# Balocco (azienda)
Balocco S.p.A. è un'azienda dolciaria italiana specializzata nella produzione di dolci da forno, con sede a Fossano (CN).

## Storia
Fondata a Fossano nel 1927 da Francesco Antonio Balocco come una pasticceria per dolci, di fronte al Castello dei Principi d'Acaja; due anni più tardi è aperta una seconda pasticceria nella centrale via Roma. Dopo la guerra è il figlio, Aldo Balocco, a occuparsi a 23 anni dell'attività e a trasformare il laboratorio di famiglia in attività industriale producendo dal 1948 panettoni, pandori, colombe pasquali, biscotti e wafer.
Nel 1970 la produzione, in costante aumento, viene spostata in via Santa Lucia in uno stabilimento di 70 000 metri quadrati. Nel 1975 va in onda il primo spot televisivo su Carosello.
Nel 1987 lo stabilimento viene ampliato.
Dagli anni novanta, Aldo Balocco è affiancato nella guida dell'azienda dai due figli, Alessandra e Alberto.
Aldo diventa presidente e Alberto (detto "Bebe") amministratore delegato.
Nel giugno 2010 Aldo Balocco viene nominato Cavaliere del lavoro dal Presidente della Repubblica Giorgio Napolitano.
I prodotti sono distribuiti soprattutto in Italia, Francia, Germania, Spagna, Albania, Egitto, Stati Uniti, ma complessivamente l'export della Balocco, che costituisce il 14% delle vendite, avviene in una settantina di paesi.
Nel 2017 i ricavi hanno toccato 185 milioni di euro, triplicando negli ultimi dodici anni.
Nel dicembre 2017 sono iniziati i lavori di ampliamento dello stabilimento di Fossano con un investimento di dieci milioni di euro per incrementare i prodotti destinati all'esportazione.
Decisa anche l'apertura di un laboratorio di sperimentazione a Bologna in un'area di FICO Eataly World.
Il 2 luglio 2022 a Fossano scompare, all’età di 91 anni, il figlio del fondatore, Presidente Onorario e Cavaliere del Lavoro Aldo Balocco.
Il 26 agosto 2022 muore, all'età di 56 anni, Alberto Balocco, amministratore delegato in carica dell’azienda, colpito da un fulmine insieme ad un amico durante una gita in mountain bike a pochi chilometri dal colle del Sestriere..
Il 3 ottobre 2022 Alessandra Balocco succede al fratello Alberto come presidente e amministratore delegato dell'azienda.
Il 4 agosto 2025 muore a 61 anni per malattia.

## Campagne pubblicitarie
Nel 1975 viene fatto il primo spot TV su Carosello; tra le testimonial dell'azienda si ricordano showgirl come le Gemelle Kessler, Heather Parisi, Wendy Windham, Antonella Elia, Elenoire Casalegno e Vanessa Incontrada. Dal 2008 il testimonial pubblicitario di vari spot televisivi sui dolci per Natale e Pasqua e sui biscotti è l'attore Cosimo Cinieri che impersona "il signor Balocco".
A partire dal 2010, la strategia di comunicazione Balocco punta, oltre che sulla consueta visibilità TV e radio, sul marketing sportivo, con un importante ingresso nel mondo delle sponsorizzazioni.
Dal 2017 il signor Balocco è interpretato dall'attore e doppiatore Aldo Stella.
La nuova campagna pubblicitaria televisiva del "signor Balocco" è avvenuta con la regia di Daniele Luchetti.